# Peter Griesbacher
Peter Griesbacher (ur. 25 marca 1864 w Egglham, zm. 28 stycznia 1933 w Ratyzbonie) – niemiecki kompozytor, ksiądz katolicki.

## Życiorys
Studiował teologię w Pasawie. W 1886 roku przyjął święcenia kapłańskie. W 1894 roku został prefektem muzycznym w seminarium opactwa St. Emmeram w Ratyzbonie. Od 1911 roku wykładał także kontrapunkt oraz formę i style muzyczne w przykościelnej szkole muzycznej. Wydawał poświęcone muzyce kościelnej czasopisma „Literarischer Handweiser für Freunde kath. Kirchenmusik” (od 1906) i „Monatshefte für kath. Kirchenmusik” (od 1926).
Był autorem 254 opusowanych dzieł. Początkowo tworzył utwory na chór a cappella zgodne z założeniami ruchu cecyliańskiego, w późniejszych dziełach wypracował własny, indywidualny styl, wzbogacając głosy wokalne o akompaniament organów lub orkiestry. Skomponował m.in. 40 mszy, requiem, Stabat Mater, motety, graduały, pisał też kantaty i cykle pieśni. Opublikował prace Lehrbuch des Kontrapunkts (1910), Kirchenmusikalische Stilistik und Formenlehre (3 tomy, 1912–1913), Analyse v. Bruckners „Te Deum” (1919) i Glockenmusik (1926). Wydawał dzieła Gabrielego, Hasslera, Lassusa oraz Palestriny.